# Communauté rurale de Gandon

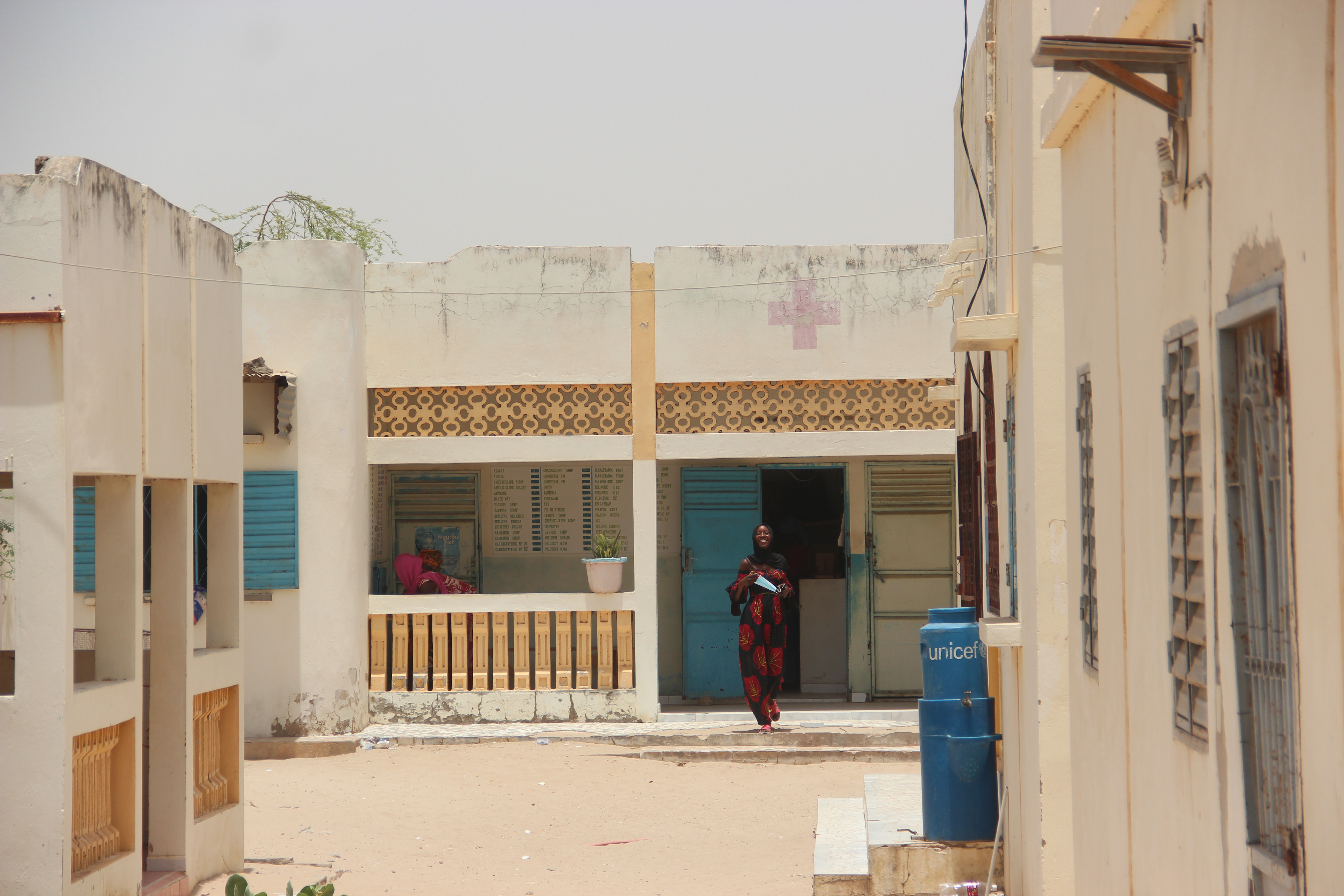
Poste de santé de Gandon.

Gandon est une commune et une communauté rurale située au nord-ouest du Sénégal. 
Toto Diokh (accompagné de Omlane Niang et de son neveu Balla Modou Teuw) est le père fondateur.
Reconfigurée en 2008. Ancienne communauté rurale devenue commune à la suite de l'acte III de la décentralisation, elle fait partie de l'arrondissement de Rao, du département de Saint-Louis et de la région de Saint-Louis.
Son chef-lieu est le village centre de Gandon.
En 2001, un projet de développement durable et communautaire a été lancé dans le village de N'Guelakh, rendant le village autosuffisant.